# Lenkungsverband
Lenkungsverbände waren eine typische Organisationsform der deutschen Volkswirtschaft zwischen 1939 und 1945. Durch sie verloren die privaten Kartelle ihre Funktionen. Der Reichswirtschaftsminister löste 1943 per Erlass einer Kartellbereinigung die meisten der privaten Kartelle auf. Die NS-Lenkungsverbände ähnelten den späteren Kombinaten der DDR und anderer realsozialistischer Länder  – mit dem Unterschied des Privateigentums an den Betrieben.  

## Beispiele
Wichtige Lenkungsverbände waren:  die Reichsvereinigungen RV Bastfasern, RV Eisen, RV Kohle, RV Chemische Fasern und RV Textilveredlung sowie die Hohlglasvereinigung und der Deutsche Zementverband unter seinem Leiter Heinz Müllensiefen.

## Verhältnis zu den Kartellen
Für die neuartigen Wirtschaftskörperschaften fehlte zunächst ein griffiger Name, weshalb sie oft noch als Kartelle bezeichnet wurden. Insider wie der Architekt der Hohlglasgemeinschaft Oswald Lehnich lehnten diese Benennung bereits 1939, also mit Schaffung der ersten Lenkungsverbände, ab.
Zum Teil gingen private Kartelle in Lenkungsverbänden auf. Hans Kehrl, Generalreferent für Sonderaufgaben im Reichswirtschaftsministerium, hatte 1941 ein Verfahren zur Gleichschaltung von Kartellen entwickelt. Bei diesem „System Kehrl“ wurde mit jenen privaten Verbänden so verfahren, dass sie „die Funktion einer Bewirtschaftungsstelle erhalten, wodurch ihre vollständige Eingliederung in den Lenkungsapparat erfolgt.“

## Unterschiede zur OrganisationsformKartell
In ihrer Aufbauorganisation waren Kartelle und Lenkungsverbände auf den ersten Blick schwer zu unterscheiden. Der wesentliche Unterschied liegt in den inneren Kontroll- und Machtverhältnissen und im cui bono jener Verbandsarten:
- In Kartellen ist das Kollektiv der kartellierten Unternehmer resp. die Mitgliederversammlung des Verbands das maßgebliche Organ. Die Willensbildung eines Kartells erfolgt autonom. Die Mitgliedschaft im Kartell ist grundsätzlich freiwillig; im Minimum ist das freie Ausfechten von Interessendivergenzen zwischen den Kartellmitgliedern möglich.
- In Lenkungsverbänden steht ein staatlich eingesetzter oder bestätigter Leiter an der Spitze. In diesen Körperschaften gilt das Führerprinzip; sie erhalten ihre Globalziele von einer vorgesetzten Instanz, u. U. der obersten Wirtschaftsführung. Mitgliederversammlungen haben keine Entscheidungsmacht. Die Unternehmer sind den Lenkungsverbänden per Pflichtmitgliedschaft angeschlossen; nur nach innen, in ihren Betrieben, sind sie noch Herren über ihr Eigentum.